# Звечаровский, Игорь Эдуардович
Игорь Эдуардович Звечаровский — российский юрист, доктор юридических наук, профессор, государственный советник юстиции 2 класса. В 2007—2011 годах являлся ректором Университета прокуратуры Российской Федерации. Заведующий кафедрой уголовного права Московского государственного юридического университета имени О.Е. Кутафина (МГЮА).

## Биография
Родился в 1959 году в Алдане.
В 1984 году окончил юридический факультет Иркутского государственного университета.
В 1987 году стал кандидатом юридических наук, а в 1993 — доктором юридических наук.
С 1987 по 1996 год преподавал в Иркутском государственном университете, при этом занимал должности доцента, заведующего кафедрой.
С 1996 по 2001 год работал в органах прокуратуры Российской Федерации, занимал должности заместителя прокурора Иркутской области, директора, ректора Иркутского юридического института Генеральной прокуратуры Российской федерации.
С 2001 года по 2012 год работал в Российской правовой академии Минюста России, занимая должность первого проректора, а затем ректора.
В 2007 году возглавил вновь созданное образовательное учреждение — Академию Генеральной Прокуратуры Российской Федерации. При этом продолжал работать в Российской правовой академии в должности профессора кафедры уголовного права и криминологии, читал лекции по уголовному праву. Является специалистом в области уголовного права и криминологии, автор более 80 научных работ, двух учебников. Входит в центральный совет Ассоциации юристов России.
В 2012—2013 гг. — заместитель Генерального директора ОАО Российские космические системы. В 2012—2019 гг. — профессор кафедры уголовного права Московского государственного юридического университета имени О. Е. Кутафина.
30 сентября 2019 года назначен заведующим кафедрой уголовного права Московского государственного юридического университета имени О.Е. Кутафина (МГЮА).

## Почётные звания
- Заслуженный юрист Российской Федерации.
- Доктор юридических наук.
- Профессор.
- Государственный советник юстиции 2 класса.
- Почётный работник прокуратуры Российской Федерации.

## Критика
Фигурант диссернета, как научный руководитель и оппонент диссертаций с масштабными заимствованиями.